# Differenzkriterium
Das Differenzkriterium, auch Unähnlichkeitskriterium (lateinisch differentia „Verschiedenheit, Unterschied“ und altgriechisch κριτήριον „Gerichtshof; Rechtssache; Richtmaß“), ist ein Verfahren der historisch-kritischen Methode, das vor allem in der biblischen bzw. neutestamentlichen Exegese angewendet wird. Zusammen mit dem Kohärenzkriterium bildet das Differenzkriterium eine wichtige Grundlage der Historischen Jesusforschung.
Die Methode hat nicht nur zum Ziel, einen (biblischen) Text in seinem damaligen historischen Kontext zu verstehen und auszulegen, sondern auch die ‚Worte Jesu‘ als solche zu rekonstruieren. In der Erforschung der ‚Worte Jesu‘ gilt das Differenzkriterium als das wichtigste Kriterium zur Unterscheidung von überlieferter authentischer und inauthentischer Jesusnarration. Nur die Narration soll sicher jesuanisch sein, die sich nicht aus dem Judentum ableiten lässt, aber auch nicht dem Urchristentum zugeschrieben werden kann; deshalb doppeltes Differenzkriterium.

## Begriffsgeschichte
Ansatzweise hatte Hermann Samuel Reimarus schon den Weg für das Unähnlichkeitskriterium entwickelt. So versuchte Reimarus zwischen der wirklichen, historischen Verkündigung Jesu und dem Christusglauben der Apostel zu unterscheiden und ging davon aus, dass Jesu Verkündigung nur im Kontext des Judentums und der damaligen Zeit zu verstehen sei.
Mit dem Beginn des 20. Jahrhunderts wurden die historisch-kritischen Methoden differenziert und erweitert. Nach 1945 trat Rudolf Bultmanns Wende der „Entmythologisierung“ der neutestamentlichen Forschung in den Vordergrund. Rudolf Bultmann (1921) thematisierte eine dem „Differenzkriterium“ vergleichbare Fragestellung. Der Begriff des „Differenzkriteriums“ wurde dann letztlich von Ernst Käsemann 1954 in den wissenschaftlichen Diskurs eingeführt. Der Käsemannsche Ansatzpunkt war die von Bultmann in Frage gestellte theologische Legitimität nach der Rückfrage auf den historischen Jesus.
Käsemann legte darüber hinaus noch ein ‚doppeltes Differenzkriterium‘ an die synoptische Tradition an, so sei ein Jesuslogion nur dann authentisch, wenn es sich weder aus der jüdischen Umwelt noch aus Leben und Lehre des Urchristentums erklären ließe.
Hinzu kamen noch die Kriterien der Übereinstimmung (Kohärenzkriterium) und der Mehrfachbezeugung. Lange Zeit galt im theologischen Diskurs um die authentischen Jesusworte das von Käsemann geprägte „doppelte Differenzkriterium“ als Maßstab. Diesem Verfahren steht nunmehr das historische Plausibilitätskriterium von Gerd Theißen gegenüber, wonach als historisch authentisch gelten soll, was sich als Auswirkung Jesu begreifen ließe und das gleichzeitig nur in einem jüdischen Kontext entstanden sein könne.
Mit dem in diesem Zusammenhang gebrauchten Begriffs des „Kriteriums“, würde nach Gerd Theißen auf eine unterscheidende, beurteilende Handlung hingewiesen werden, somit gäbe das Kriterium das Merkmal für die Selektion des ursprünglichen textualen Materials an, die Differenz sagte, worin dieses Merkmal bestünde.

## Erläuterungen
Auch für Jürgen Becker (1996) sind die rekonstruierten Textstellen, die gegenüber dem Frühjudentum wie gegenüber dem Urchristentum Originalität besitzen, wahrscheinlich auf den historischen Jesus zurückzuführen.
Bei den Rekonstruktion der vermuteten Vor- und Entstehungsgeschichte des Textes und seiner Einbindung in das damalige Geschehen spielen dabei eine besondere Rolle.
Um ein gesichertes Minimum an echter Jesusüberlieferung zu finden, wird methodisch alles das, was entweder aus dem Judentum abgeleitet wird oder dem Urchristentum zugeschrieben werden kann, zum Differenzkriterium, die rekonstruierten Aussagen Jesu wird methodisch vom Judentum getrennt.
Für die Rekonstruktion der jesuanischen Worte soll es eine Basis bilden. Es kann aber nicht als Ausschlusskriterium dienen, andererseits kann es nicht dazu eingesetzt werden, bestimmte Traditionen als nicht jesuanisch auszuschließen, weil sie in Übereinstimmung mit Judentum und/oder Urchristentum stehen.
In der theologischen Wissenschaftssprache haben sich folgende Unterscheidungen begrifflich abgebildet:
- Differenzkriterium gegen das Judentum (Akronym DKJ); bezieht sich auf die Differenz zwischen hingegen auf das Judentum und die jüdische Umwelt Jesu.
- Differenzkriterium gegen das Christentum (DKC); bezieht sich auf Jesus und der nachösterlichen christlichen Geschichte.

## Beispiel: Anhand des Evangeliums nach Markus
Im Streitgespräch um den Sabbat und dem religiöses Gesetz (Mk 2,23–28 ) steht die Einhaltung des Sabbatgebotes zur Disposition, drei Antworten werden auf die Frage der Pharisäer gegeben:
- Mk 2,25–26 EU
- Mk 2,27 EU
- Mk 2,28 EU[12]

Die dritte Antwort demaskiert sich als eine Antwort einer (späteren) christlichen Gemeinde, was bedeutet, dass sie nicht die Antwort Jesu gewesen sein konnte. Hingegen zeigt sich in der zweiten Antwort eine jesuanische, denn der Sabbat sei um des Menschen willen da und nicht der Mensch um des Sabbats willen. Die Sabbatgebote können ausgesetzt werden, der Mensch sei frei sich selbst zu entscheiden, wie er am Sabbat handelt. Die erste Antwort fällt gewissermaßen aus dem Rahmen, den das Handeln am Sabbat bzw. das Verhalten Davids hat jedoch mit dem Sabbatdisput gar nichts zu tun (vergleiche hierzu Sabbatgebot und Neues Testament). Folglich wurde über die Methode des Differenzkriteriums die mögliche jesuanische Aussage rekonstruiert.

## Kritik am Differenzkriterium
Theißen trat schon im Jahre 1986 für die Umformulierung des Differenzkriteriums ein und ersetzte dieses im Jahre 1996 durch das historische Plausibilitätskriterium. Seine These war, dass das, was im jüdischen Kontext plausibel entstanden sein kann und was darüber hinaus noch als Auswirkung Jesu die Entstehung des Frühchristentums verständlich machen würde, könne als historisch valide angesehen werden. Mit Plausibilität ist eine historische Authentizität bezeichnet. Als authentisch gelten Fakten, die als individuelle Erscheinungen aus seinem jüdischen Entstehungszusammenhang erklärbar werden und dann plausibel die spätere christliche Wirkungsgeschichte Jesu erklären könne. Zu einer solcherart „Kontext“- und „Wirkungsplausibilität“ träte die Gesamtplausibilität der Ergebnisse des rekonstruierten Bildes Jesu.